# Гней Октавий (претор)
Гней Октавий (лат. Gnaeus Octavius; умер после 191 года до н. э.) — римский военачальник и политический деятель из плебейского рода Октавиев, претор 205 года до н. э. Участник Второй Пунической войны, дипломатической миссии в Грецию в 192—191 годах до н. э. Стал родоначальником консульской ветви Октавиев.

## Происхождение
Гней Октавий принадлежал к плебейскому роду, первым известным истории представителем которого был Гней Октавий Руф, квестор 230 года до н. э. От младшего сына Руфа, Гая, пошла всадническая ветвь Октавиев, к которой принадлежал Август; Гней же стал родоначальником сенаторской ветви.

## Биография
Первое упоминание Гнея Октавия в сохранившихся источниках относится к 216 году до н. э., когда он в качестве военного трибуна принимал участие в битве при Каннах. Согласно Фронтину, Гней укрылся после разгрома в одном из двух римских лагерей и вместе с ещё одним трибуном, Публием Семпронием Тудитаном, настоял на необходимости прорыва через расположение противника в другой лагерь. Тит Ливий и Аппиан называют в связи с этим эпизодом только Тудитана, но это может быть связано с незнатностью Гнея. Предположительно политическая карьера Октавия в более поздние годы могла быть наградой избирателей за обретённую при Каннах воинскую славу.
Следующее упоминание о Гнее относится к 206 году до н. э., когда он занимал должность плебейского эдила совместно со Спурием Лукрецием. В том же году Октавий победил на преторских выборах, причём снова вместе с Лукрецием. По результатам жеребьёвки его провинцией стала Сардиния, где он, командуя флотом, захватил 80 грузовых карфагенских кораблей с продовольствием для Ганнибала либо с добычей из Этрурии. В 204 году до н. э. Гней получил от сената приказ передать провинцию Тиберию Клавдию Нерону и охранять сардинское побережье во главе 40 боевых кораблей; позже он перевёз в Африку партию зерна и одежды для армии Публия Корнелия Сципиона. В 203 году до н. э. флот Октавия, шедший в Африку из Сицилии, разбросало штормом, так что большая часть кораблей досталась врагу.
В 202 году до н. э. Гней действовал на суше в Африке под командованием Сципиона, предположительно сохраняя полномочия пропретора. По данным Аппиана, в битве при Заме он командовал левым крылом (исследователи считают эти данные недостоверными). После победы Октавий двинул главные силы римской армии на Карфаген, в то время как Сципион возглавлял флот; наконец, в 201 году до н. э. Гней увёл флот в Сицилию и передал там его консулу Гнею Корнелию Лентулу.
В 200 году до н. э. Октавий вошёл в состав посольства, отправившегося в Африку (другими послами были Спурий Лукреций и консуляр Гай Теренций Варрон). Легаты сначала потребовали от карфагенян, чтобы те, выполняя условия мирного договора, выдали всех перебежчиков и нейтрализовали военачальника по имени Гамилькар, продолжавшего вредить Риму в Цизальпийской Галлии; затем римляне посетили царя Нумидии Массиниссу, которого поздравили с расширением владений и попросили поддержать Рим в войне с Македонией.
В 194 году до н. э. Октавий был в составе комиссии, занимавшейся выводом римской колонии в Кротон на юге Италии Двумя другими триумвирами были ещё один преторий (бывший претор) Гай Леторий и начинавший свою карьеру Луций Эмилий Павел (впоследствии Македонский).
Последние упоминания о Гнее Октавии относятся к 192—191 годам до н. э., когда он отправился в Грецию в составе посольства — вместе с Титом Квинкцием Фламинином, Публием Виллием Таппулом и Гнеем Сервилием Цепионом. Целью послов было «поддержать в союзниках должный дух» накануне высадки царя Антиоха. Они посетили Ахайю, Афины, Халкиду и Фессалию; когда война с Антиохом началась, возглавлявший посольство Фламинин направил Гнея в Левкаду, чтобы «укрепить мужество акарнанцев».

## Потомки
Предположительно консул 165 года до н. э. того же имени был сыном Гнея-претора. При этом существует альтернативное мнение, что эти два нобиля были братьями. Немецкий антиковед Фридрих Мюнцер констатирует, что именно боевые заслуги Гнея-претора обеспечили консулат для последующих Октавиев.